# انجيلو إنفانتي
انجيلو إنفانتي (بالإيطالية: Angelo Infanti)‏ (و. 1939 – 2010 م) هو ممثل أفلام من إيطاليا، ومملكة إيطاليا، توفي في تيفولي، عن عمر يناهز 71 عاماً، بسبب نوبة قلبية.

## وصلات خارجية
- انجيلو إنفانتي على موقع IMDb (الإنجليزية)
- انجيلو إنفانتي على موقع قاعدة بيانات الأفلام العربية
- انجيلو إنفانتي على موقع ألو سيني (الفرنسية)
- انجيلو إنفانتي على موقع أول موفي (الإنجليزية)
- انجيلو إنفانتي على موقع قاعدة بيانات الأفلام السويدية (السويدية)
- انجيلو إنفانتي على موقع قاعدة بيانات الفيلم (الإنجليزية)
- انجيلو إنفانتي على موقع كينوبويسك (الروسية)